# Gaillon-sur-Montcient
Gaillon-sur-Montcient – miejscowość i gmina we Francji, w regionie Île-de-France, w departamencie Yvelines.
Według danych na rok 1990 gminę zamieszkiwało 599 osób, a gęstość zaludnienia wynosiła 124 osób/km² (wśród 1287 gmin regionu Île-de-France Gaillon-sur-Montcient plasuje się na 757. miejscu pod względem liczby ludności, natomiast pod względem powierzchni na miejscu 689.).